# Pier Jacopo Alari Bonacolsi
Pour les articles homonymes, voir Alari et Bonacolsi.
Pier Jacopo Alari Bonacolsi (env. 1460 – 1528) dit L'Antico, est un sculpteur italien de la Renaissance, réputé pour sa dextérité à reproduire des statues antiques en bronze.
Il a en particulier reproduit, en réduction, plusieurs statues antiques pour le studiolo d'Isabelle d'Este.

## Biographie
Probablement né à Gazzuolo, près de Mantoue, Pier Jacopo Alari Bonacolsi fait son apprentissage auprès de l'orfèvre Andrea Briosco, dit Il Riccio, dont il devient le principal concurrent dans la ville.
Il crée en 1479, sous le patronage de la maison Gonzague, une paire de médailles commémoratives pour le mariage du fils naturel de Ludovico Gonzaga, Gianfrancesco Gonzaga, et de Antonia del Balzo. Un couple qui lorsqu'il règne, est soucieux des arts et qui rassemble autour de sa cour de nombreux artistes et intellectuels comme Ludovico Ariosto, Bernardo Tasso, Matteo Bandello, Baldassare Castiglione et l'Antico.
À partir de 1490, Bonacolsi passe sous la protection de la brillante cour de Mantoue d'Isabelle d'Este et de François II de Mantoue, mariés cette même année.
À Mantoue, plusieurs sculptures   antiques sont  mises au jour et  Bonacolsi en réalise plusieurs copies en taille réduite (bronze, parties en or et argent) en particulier pour le studiolo d'Isabelle d'Este ; il crée également ses propres improvisations sur les thèmes de la Rome antique (statue équestre de Marc Aurèle à partir en partie d'une statue de cheval  du Capitole).
Bonacolsi travaille également comme restaurateur d'œuvres, pour les chevaux de marbre des Dioscures au Palais du Quirinal à Rome et il y inscrit discrètement sa signature.

## Œuvres
- Venus Felix[2] (1498), pour le studiolo d'Isabelle d'Este, conservée au Kunsthistorisches Museum, Vienne[3]
- Statue équestre de Marc Aurèle, conservée au Kunsthistorisches Museum, Vienne
- Apollon du Belvédère (1497), Ca' d'Oro, Venise
- Bacchus (1520-1525), conservée au Kunsthistorisches Museum, Vienne
- Vase Gonzaga (1491), Galleria Estense, Modène
- Eros (1490), musée national du Bargello
- Hercules, Frick Museum, New-York
- Pâris (1500 env.), Metropolitan Museum of Art
- Buste d'Antonin le Pieux, Musée du Louvre

- Médailles : 
  - Allégorie de la Victoire
  - Antonia del Balzo
  - Un guerrier vainqueur
  - Scène de bataille
  - Diva Julia
  - Faustina
  - Fortune, Mars et  Minerve [revers]
  - Gianfrancesco Gonzaga di Rodigo
  - Espoir sur la proue d'un vaisseau fracassé

## Sources
- (it) Cet article est partiellement ou en totalité issu de l’article de Wikipédia en italien intitulé « Pier Jacopo Alari Bonacolsi » (voir la liste des auteurs).